# Романов Віктор Єгорович
Романов Віктор Єгорович (15 вересня 1937) — російський велогонщик.
Бронзовий призер Олімпійських Ігор 1960 року в командній гонці переслідування.
Чемпіон світу з велоперегонів на треку 1963 року в командній гонці переслідування, бронзовий призер 1962 року в командній гонці переслідування.